# Cal Clutterbuck
Pascal William Clutterbuck (ur. 18 listopada 1987 w Welland, Ontario) – kanadyjski hokeista, reprezentant Kanady.

## Kariera
- Welland Cougars (2001-2003)
- Toronto St. Michael's Majors (2003-2005)
- Oshawa Generals (2005-2007)
- Houston Aeros (2007-2008)
- Minnesota Wild (2002-2013)
- New York Islanders (2013-)
- Bridgeport Sound Tigers (2019/2020)

W latach 2003-2007 grał w juniorskich rozgrywkach OHL. W tym czasie był także reprezentantem juniorskich kadr Kanady do lat 17 i 18 na mistrzostwach świata. W drafcie NHL z 2006 został wybrany przez Minnesota Wild. Rok później został przekazany do zespołu farmerskiego, Houston Aeros w rozgrywkach AHL i rozegrał w nim sezon 2007/2008. W tym czasie zadebiutował w NHL edycji 2007/2008 rozgrywając dwa mecze. Na stałe występował w drużynie Minnesota Wild od sezonu NHL (2008/2009). W lutym 2010 przedłużył kontrakt z klubem o trzy lata. Uczestniczył w turnieju mistrzostw świata w 2011. 30 czerwca 2013 został zawodnikiem New York Islanders (w ramach wymiany, w toku której do Minnesoty z Islanders trafił Szwajcar, Nino Niederreiter). Kilka dni później podpisał czteroletni kontrakt z nowym klubem. W tym samym czasie zawodnikiem Islanders został jego kolega z drużyny Wild, Pierre-Marc Bouchard. W grudniu 2016 przedłużył kontrakt z klubem o pięć lat.

## Sukcesy
Reprezentacyjne
- Złoty medal mistrzostw świata juniorów do lat 17: 2004
- Srebrny medal mistrzostw świata juniorów do lat 18: 2005

Indywidualne
- Sezon QMJHL 2005/2006: CHL Top Prospects Game